# Centro de Treinamento Moacyr Barbosa
O Centro de Treinamento Moacyr Barbosa, também conhecido como CT do Almirante, é um centro de treinamento localizado em Jacarepaguá , Rio de Janeiro, utilizado pela equipe de futebol profissional do Vasco da Gama.
O centro esportivo é um dos patrimônios do Club de Regatas Vasco da Gama que foi construído sob arrecadação popular de seus torcedores. Foi batizado em homenagem a um dos maiores goleiros da história do futebol, Moacyr Barbosa do Nascimento, campeão do Campeonato Sul-Americano de Campeões pelo Expresso da Vitória.

## História
Em 22 de outubro de 2019, o Vasco da Gama anunciou a campanha de arrecadação de seis milhões de reais para a construção de um novo centro de treinamento em terreno cedido pela prefeitura do Rio de Janeiro na Barra da Tijuca. O projeto prevê seis campos de futebol e um mini estádio com 6 mil lugares, para os jogos das divisões inferiores, junto de um prédio dotado de toda a infraestrutura necessária para os atletas bem como um estacionamento. Conforme previsto, o CT foi inaugurado em 11 de setembro de 2020, embora não tenha sido completamente terminado, tendo apenas recebido o plantio de dois gramados. O nome do CT, Moacyr Barbosa, foi decidido após votação e anunciado em 3 de outubro de 2021.